# Pawłomatwiejewskaja
Pawłomatwiejewskaja (ros. Павломатвеевская) – wieś w Rosji, w rejonie tarnoskim obwodu wołogodzkiego. W 2010 r. liczyła 5 mieszkańców.